# Lee Barnes

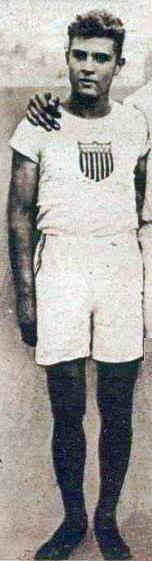
Lee Barnes

Lee Stratford Barnes (* 16. Juli 1906 in Salt Lake City, Utah; † 28. Dezember 1970 in Oxnard, Kalifornien) war ein US-amerikanischer Leichtathlet. Bei einer Körpergröße von 1,73 m betrug sein Wettkampfgewicht 68 kg.

## Leben
Lee Barnes gewann eine Woche vor seinem achtzehnten Geburtstag die Goldmedaille im Stabhochsprung bei den Olympischen Spielen 1924 in Colombes bei Paris. Mit 3,95 Meter übersprang er die gleiche Höhe wie sein Landsmann Glenn Graham, gewann aber das Stechen. Lee Barnes ist damit der jüngste Olympiasieger im Stabhochsprung überhaupt.
Zum Studium ging er an die University of Southern California und trainierte dort unter Dean Cromwell. 1927 und 1928 gewann er den Titel bei den Meisterschaften der Amateur Athletic Union. Am 28. April 1928 stellte Barnes in Fresno einen Weltrekord mit 4,30 Meter auf. Bei den Olympischen Spielen 1928 war er nicht mehr in Bestform und wurde mit 3,95 Meter Fünfter. Er übersprang zwar die gleiche Höhe wie der Dritte und Vierte des Wettbewerbs, aber im Gegensatz zu seinem Olympiasieg verlor er diesmal das Stechen.
1932 verpasste Barnes seine dritte Olympiateilnahme als Siebter der US-Trials. Nach seiner Karriere leitete er seine eigene Fabrik in Oxnard.